# Quintin Jardine
Quintin Jardine és un escriptor escocès, autor de dues sèries de novel·la de crims, protagonitzades pels personatges Bob Skinner i Oz blackstone. Va néixer a Motherwell (Lanarkshire, Escòcia) el 29 de juny de 1945.

## Biografia
Va estudiar primària al seu poble i estudis secundaris a Glasgow. Va estudiar dret a la Universitat de Glasgow. Va començar a treballar de periodista en un diari local. El 1971 va anar a treballar a Edimburg com oficial d'informació del govern i com a consultor per mitjans independents. Fou membre de l'staff rofessional del Partit Conservador, pel que va estar relacionat amb moltes campanyes electorals.
Gradualment, ell es va anar dedicant cada vegada més a la literatura. La seva primera novela, Skinner's Rules fou publicada el 1993, per la que va ser nominat als premis de l'Associació d'Escriptors sobre el Crim del Regne Unit. Va anar a altres festivals literars de tot el món: Edimburg, Glasgow, Londres, Vancouver, Toronto, Las Vegas, Los Angeles, Minneapolis, Perth, Melbourne, Sydney, Auckland, Christchurch i Wellington.
Avui en dia viu amb la seva segona esposa alternant el poble de Gullane, East Lothian (Escòcia) amb el poble de l'Escala.

## Bob Skinner
Quintin Jardine ha escrit divuit novel·les protagonitzades pel policia d'Edimburg, Bob Skinner. Aquest personatge també viu alternant L'Escala amb Gullane.
Al començament de la primera novel·la de Jardine, Skinner és un detectiu i els seus càrrecs van en progressió al llarg de les novel·les. És un seguidor del Club de Futbol Motherwell i juga a golf. També s'ha casat dues vegades. La seva actual parella és membre del Parlament Escocès. Altres personatges de la sèrie són Myra, Alexys, Andy Martin, Margaret Rose, Mario McGuire i Neil McIlhenney.
Les novel·les sobre Bob Skinner són: 
- Skinner's Rules (1993)
- Skinner's Festival (1994)
- Skinner's Trail (1994)
- Skinner's Round (1995)
- Skinner's Ordeal (1996)
- Skinner's Mission (1997)
- Skinner's Ghosts (1998)
- Murmuring the Judges (1998)
- Gallery Whispers (1999)
- Thursday Legends (2000)
- Autographs in the Rain (2001)
- Head Shot (2002)
- Fallen Gods (2003)
- Stay of Execution (2004)
- Lethal Intent (2005)
- Dead and Buried (2006)
- Death's Door (2007)
- Aftershock (2008)

S'han gravat audio-llibres sobre Bob Skinner.

## Oz Blackstone
Oz Blackstone és l'heroi de la segona sèries de llibres de Jardine, que va escriure al principi sota el pseudènicm de Mathew Reid. Oz és un detectiu privat que s'ha convertit en actor de Hollywood. És escocès i juga a golf. Des del 1996, ha protagonitzat nou novel·les.
Les novel·les de Oz blackstone també formen part del mateix univers que les de Bob Skinner.
El 2009 l'autor vol publicar la desena novel·la de la sèrie, protagonitzada per Primavera, companya sentimental d'Oz, que viu a Sant Martí d'Empúries.
Novel·les sobre Oz i Primavera Blackstone:
- Blackstone's Pursuits (1996)
- A Coffin for Two (1997)
- Wearing Purple (1999)
- Screen Savers (2000)
- On Honeymoon with Death (2001)
- Poisoned Cherries (2002)
- Unnatural Justice (2003)
- Alarm Call (2004)
- For the Death of Me (2005)

També hi ha adaptacions en audio de la majoria d'aquestes novel·les.

## Altres projectes
Quintin Jardine vol escriure alguna història política. Actualment també està treballant en una novel·la del gènere negre.